# Barichneumon nigrifemur
Barichneumon nigrifemur là một loài tò vò trong họ Ichneumonidae.